# 普法爾茨的路易絲·荷蘭汀
普法爾茨的路易絲·荷蘭汀（德語：Luise Hollandine von der Pfalz，1622年4月18日—1709年2月11日）是普法爾茨選帝侯腓特烈五世的女兒，母親是伊麗莎白·斯圖亞特。

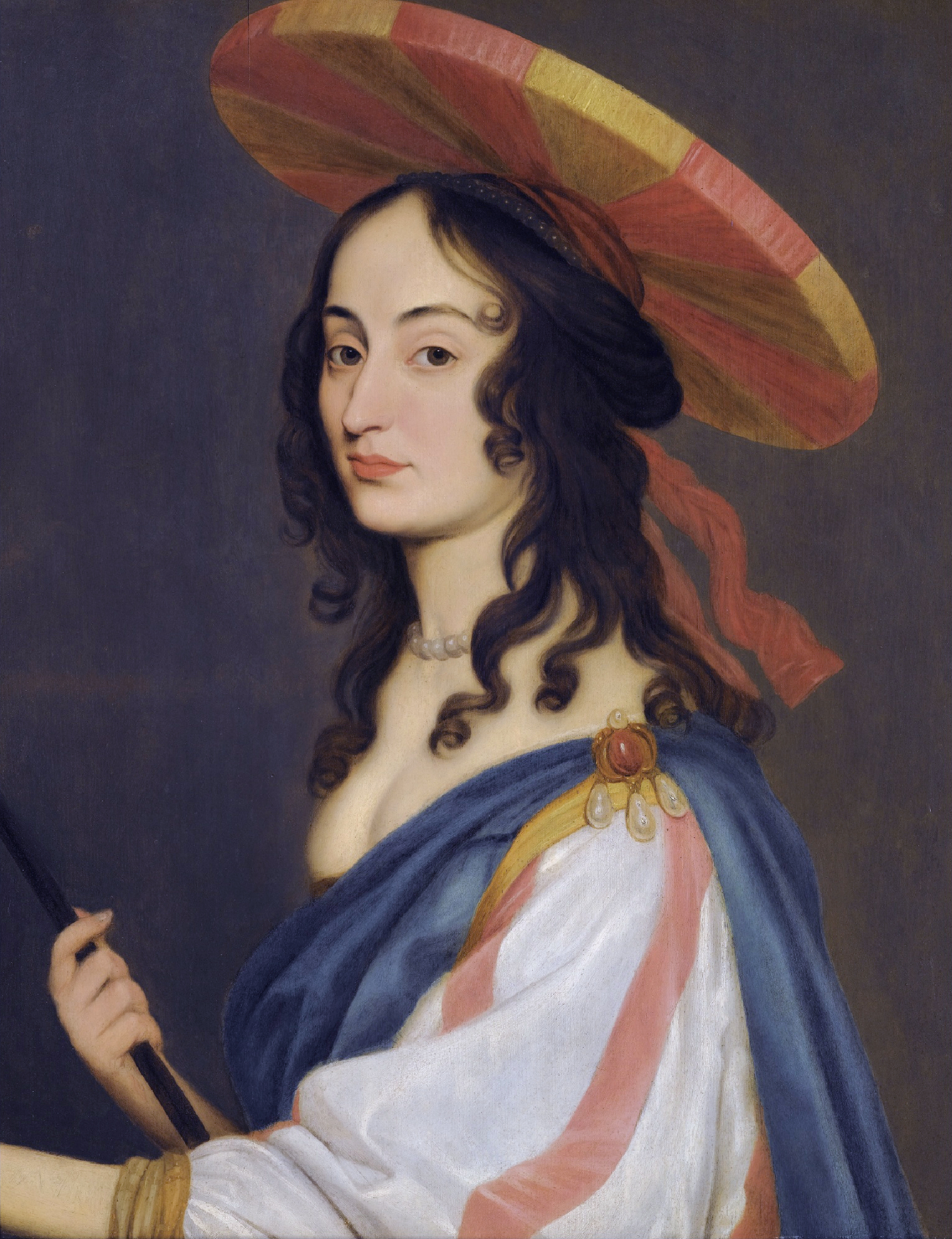

1657年，路易絲·荷蘭汀移居法國並昄依羅馬天主教。1664年，路易絲·荷蘭汀成為莫卜松修道院的院長。